# 截拳道

现代图标。上书“㕥無法為有法、㕥無限為有限”。

截拳道是20世紀武打明星李小龍構思並實行的一套「武術哲學」。其擊技汲取並融合了世界某些實用武術，並以詠春拳為截拳道的核技及發展根基、以拳擊（boxing）、劍擊（fencing，即西洋劍術）與徒手柔術（簡稱手柔或者徒柔）作為輔助技術，上述四種武術可謂截拳道之技術骨幹；而思想上則以道家老子的哲學為根基，所創立建構的一種新型態，並也是另一象限，全新的武術思想邏輯。

## 特點
與世上現今大多數花架武學不同的是，截拳道是一種「無套路」、「無規則」及無玄學的智慧武術。若是以白話陳述將是：「截拳道是一套智慧武術，旨在『截擊』對手，想要出『擊』進攻的動作或意念，從而瞬間判斷決定，並驅動自我本身，肉體及精神層面，做出相對應的行動反應或回擊的一套搏擊『道』理」。
截拳道的最大特點，是注重于「生活上實際的運用」，抛弃了傳统武學玄學般的花式套路。在對手攻擊的时候，格檔與反擊，是可以同時進行的。甚至，在不加格檔防禦的狀況之下，直接使用極快速且有爆發力的攻勢壓制對手，最明顯的特點，便是「後發」先制的戰術，是為「截擊」。
李小龍從實戰的觀點開始發想，以詠春拳為實技核心、拳擊、劍擊與徒手柔術為輔助實技，再以他所有曾接觸過的武術跆拳道、柔道、泰拳、摔角、法國腿擊等各國武術，取各其優點並融會後，以這樣的技術邏輯創立了截拳道。而李小龍的弟子丹·伊魯山度（Dan Inosanto）所鼓吹的「截拳道概念」加入了菲律賓棍術（Kali）、马来武术、修斗。李小龍表示，截拳道是一種「智慧武術」，不止是在打鬥手段上而已，旨在盡量使人類的身體學習，如同變成「像水一樣」，一切順勢而為。
截拳道目前在全世界蓬勃發展傳播，全世界學員在百萬人以上。弟子遍佈世界各地，李小龍的妻子蓮達·李·卡德威爾就是其中之一。
不過，由於李小龍本身還沒完成完善截拳道的精粹，便身故，所以後世所傳教的截拳道，常有所謂原傳、概念等之妄辯。
但所有的截拳道流派，都還是依照著李小龍所創造的基本武術哲學，獨自地繼續演譯自我認知的模式。

## 歷史 - 李小龍的武道哲學成形過程

### 武道哲學 - 雛形
1962年4月，李小龍在西雅圖華盛頓大學就讀大二，租用了校園的一個停車場角落，掛起了「振藩國術館」的牌子。他邊教邊練，技術大為精進。他在此一時期的武術，外觀上跟詠春拳無大分別，但加上大量中上段踢法，可視為李小龍版本的詠春拳，當時李小龍稱這武術體系為「振藩國術」，可視為李小龍的武道哲學的雛形。
1964年8月，李小龍在加州奥克兰的4175 Broadway街成立「振藩國術館」，向非华裔學生教授武术。

### 振藩國術 - 進化
如上所述，李小龍以詠春拳為其武術核心後，再以拳擊、劍擊與徒手柔術為輔助元素。李小龍的徒手柔術的師傅是“美國柔術之父”威利積。
- 拳擊主要是受與李小龍同年代的世界重量級拳王穆罕默德·阿里(即拳王阿里) 的影響，例：「蝴蝶步走位」、「快速刺拳」、「上盤圓弧形閃避」。
- 有一說（待考證）拳王阿里所使用的技術應稱為「蝴蝶拳」。
- 劍擊則奠定了獨特「平行橫移」走位，如滑行般的下盤姿勢。

### 振藩國術 - 成形
以詠春拳為武術核心加上拳擊、劍擊與徒手柔術為輔助技術，再加上跆拳道、柔道、泰拳、摔角、法國腿擊等實用武術的精，融會貫通後，創立振藩國術(亦稱振藩功夫)。
- 由1962年4月李小龍稱這種武術體系為振藩國術開始，到1967年7月正式確立名稱為截拳道之前，一共5年3個月的時間裡，振藩國術只是由詠春拳發展至截拳道的過渡時期的武術體系而已。

### 截拳道 - 創立
1967年7月9日，李小龍正式在洛杉磯中國城的振藩國術館（Bruce Lee Martial Arts Studio），確立其智慧武道名稱為「截拳道」。
振藩國術館（Bruce Lee Martial Arts Studio）位置在628 W College St, Los Angeles，是李小龍最後親自開館授徒的武館。

### 振藩截拳道 - 分歧 (極具爭議)
1996年1月10日於西雅圖由李小龍遺孀蓮達、女兒李香凝聯同13名李小龍親傳弟子、5名第二代門人組成“李小龍核心基金會振藩截拳道(Jun Fan Jeet Kune Do)”，但此名稱並非出自李小龍本人，因此這派系極具爭議，發生黃錦銘與伊魯山度就截拳道嫡傳之爭。
目前在全世界，直接承襲李小龍的截拳道，僅有二大體系：分別是黃錦銘（李小龍宗師的入室弟子）和丹尼·伊諾山度（李小龍宗師的弟子、武友及助教）。

#### 原傳截拳道
提倡者為黃錦銘，只有原傳截拳道的修習者會自稱所修習的是振藩截拳道，現在振藩截拳道差不多成為'原傳截拳道'的同義詞。然而，截拳道的修習者們大多不予承認振藩截拳道，尤其是另一大體系截拳道概念的修習者更甚，振藩截拳道的受認性成疑。

#### 截拳道概念
提倡者為丹尼·伊諾山度，截拳道概念的修習者們大多不予承認振藩截拳道。
- 詳細請看本條目派系爭議及分歧一節。

## 原則
以下原則是李小龍在《Jeet Kune Do》一書中彙整的觀念。他認為這些是普世而自然的格鬥原則，非常淺顯易懂。總的來說，截拳道的二大核心精神是：
- 攻擊是最好的防禦：這就是「截拳」的淺白表示觀念。

李小龍認為，要發起攻擊另一個人，就必然的，得向對方移動，而這就必然地給了對方「截」擊他的機會。截擊的觀念不只限於物理攻擊，他認為許多非言語的訊息（對手沒發現的微弱動作）都能被偵測到，並用以「截擊」。
- 實用、簡單、迅速：一切動作以實用，與勝利為目標。

### 水
所有動作應該越靈活越好，李小龍常用水來形容武術應該達到的靈活性。
水有無限的靈活性，它透明可看穿，但有時也能遮蔽視野。
水能分成兩塊，繞過東西，而在另一邊又合而為一。
水很溫柔，能用以清洗。但也很剛猛，能拔山倒樹。

### 前手直拳（Straight Lead）
李小龍認為前手直拳（Straight Lead）是截拳道最重要的部分，最基本的骨幹，有效的直拳是一切的基礎，若沒有則其他都是空談。而直拳重點在快速和精準，而非力量。

### 無預警出擊
李小龍覺得快而突然的攻擊是最好的。要避免任何給對手的預警動作，讓對手察覺攻擊。

### 動作精簡
精簡指兩點之間最短距離─直線，李小龍認為格鬥中不該浪費多餘時間與動作，不論運用任何動作技巧皆能以「兩點之間最短距離進行」完成最直接攻擊。

### 截擊
- 截擊：意思是在對手想要攻擊而未做出動作的瞬間做出攻擊，時機必須精準才能擊中對手又能阻斷對手的攻擊，倘若時間早了或晚了都可能遭到反擊，這在截拳道中是相當重要的時機掌握訓練。
- 攻守合一（消打合一）：採用了詠春拳連消帶打的原理，是當「截擊」時機落後時，運用攻守合一來打擊與阻止對手的連續攻擊，幾乎可以在擋開敵方攻擊的同時進行反擊。而運用也相當廣泛，可一手檔一手攻、手擋腳攻或反過來，因應需要而變化。
- 踢下路：他認為應該踢擊對方的小腿、膝蓋、脛骨、大腿腰部等低處部位。因為這些部位離人的腳最近，所以這樣能更快對對方造成傷害，對方防禦的時間也應會更少。相反踢得太高會令兩腿之間露上空隙，造成破綻；雙腳亦陷入對方雙手的範圍，容易受制。

### 四種攻擊型態
（一）Punching：拳擊
（二）Kicking：踢擊
（三）Trapping：誘制/設陷
（四）Grappling：鎖拿、纏制
截拳道強調四種攻擊型態在戰鬥中都同樣重要。李小龍認為真實格鬥中各種型態都隨時會發生，所以要全面地訓練。

### 中線
源自於詠春「中線原理」，中線就是人的身體上下垂直中心線。要設法打開，控制，支配對方的中軸。所有攻擊防禦目的在於保護自己的中軸，並打開對方的中軸。

### 基本攻擊戰術
- SDA（Single Direct Attack）：簡接攻擊，例如：前手直拳（Straight Lead）擊對方頭部，或是起前腿踢出下段側踹踢（Side Kick）攻擊對方膝蓋等。

- SAA（Single Angle Attack）：簡角攻擊，例如：前手鉤拳（Hook Punch）擊對方面頰，或是起前腿踢出“鉤踢（Hook Kick）”攻擊對方下陰等。

- ABC（Attack By Combination）：組合攻擊，例如：前手刺拳擊頭→後手直拳擊頭→前手掌底鉤擊左邊面頰→後手上擊拳擊下巴→後腿鉤踢擊下腹→對方跪地→膝撞對方口鼻→對方倒臥地上→腳尖踢擊對方太陽穴→腳跟踩對方後腦。

- HIA（Hand Immobilization Attack）：詠春拳中的搭手距離攻擊，截拳道中稱作「封手攻擊」。目的是要當對手攻擊時，透過手法破壞、壓制和控制對手，以封住對手的攻擊。

，例如：雙方同時右前樁，雙方右前臂同時接觸，我方用左手按在對方的右前臂上，使對方右前臂不能進一步攻擊，同時間我方用右手使出“掛拳（Back Fist）”擊對方右面頰（類似詠春拳的“拍打”）。
- ABD（Attack By Drawing）：誘擊，例如：我方刻意放低雙手少許，露出頭部弱點，成功引誘對方後直拳攻來，我方閃致敵方側面，組合拳擊打對方肋骨和從身體側面反擊。

- PIA（Progressive Indirect Attack）：漸間攻擊，類似“聲東擊西”，例如：我方前手直拳佯攻對方胸腹部，一旦對方的注意力被分散，我方前手快速改為“標指”攻擊對方的眼睛。

原本SDA被歸納於SAA之內，截拳道概念把此戰術獨立出來成為個別一項。

## 派系爭議及分歧
截拳道亦被改稱為「振藩截拳道」（Jun Fan Jeet Kune Do，英文簡稱為JFJKD），是美国“李小龙基金会Bruce Lee Foundation”由李小龙原名“李振藩”而添名，但是截拳道的修習者們大多不予承認（尤其是“截拳道概念 Jeet Kune Do Concept”的修習者們）。
反對此稱呼的人認為，截拳道不屬於任何一個人，包括李小龍自己，如果硬要把李小龍的原名加上截拳道之前，反而會變成一種桎梏，妨礙個人風格的加入，振藩截拳道這名稱就會侷限截拳道成為“李小龍個人的截拳道”，使其形式化、門派化、規條化、喪失個人的創造性，最後就走上“抄襲李小龍的格鬥技巧是為〔正宗截拳道〕”一途，明確地對截拳道本質有嚴重抵觸。
而贊成此稱呼的人認為，截拳道是由李小龍一手創立，所以把李小龍的原名加上截拳道之前並無不妥，而“李小龍基金會”的“官方說法”為：
“…目前世界各地出現了不少以傳授一些被稱作“截拳道”的東西為學校招牌，其傳授者只有一點點有限截拳道知識或根本不懂截拳道為何物。這些學校盜用“截拳道”之名，或僅僅依靠一些目前已非常流行的截拳道書籍來教授學生。這種做法已在公眾中導致對“截拳道”認識上有著極大的混亂，特別是對那些真心希望獲得正宗截拳道傳授的愛好者造成了很大損害。因此，我們開始便一致決定採用“振藩截拳道”之名來稱謂李小龍的原傳的格鬥技藝，期待將李小龍用畢生心血創立和傳授的武技與哲學同其他一切冒牌的“截拳道”區別開來。”
例如台灣的陳隆先生，曾自稱師承李小龍本人，因證據不足而改稱承自李小龍親傳的外國弟子Phil Corhen（唐龍），但目前無法提出任何證明有過學習和證明李小龍親傳的外國弟子中真有Phil Corhen（唐龍）此人。現仍以「截拳道高階研習部」名義授課。(該體系現由連峰祥、廖建智等所代表的台灣截拳道總館、截拳道台中訓練中心繼承)
因此，只有“原傳截拳道 Original Jeet Kune Do”的修習者，及很少數的“截拳道概念 Jeet Kune Do Concept”的修習者（多數同是“李小龍基金會”的成員）會自稱所修習的是振藩截拳道，現在振藩截拳道差不多成為“原傳截拳道”的同義詞。
目前在全世界，直接承襲李小龍的截拳道，僅有二大體系：分別是“丹·伊魯山度師傅”（李小龍宗師弟子、武友及助教）所提倡的“截拳道概念”、以及“黃錦銘師傅”（李小龍宗師的入室弟子）和多數李小龍基金會的成員所提倡的“振藩截拳道”。
1996年1月10日於美國華盛頓西雅圖由李小龍遺孀李蓮達、女兒李香凝聯同13名李小龍親傳弟子，5名第二代門人組成“振藩截拳道 Jun Fan Jeet Kune Do”（即是後來的李小龍基金會），但仍發生黃錦銘與伊魯山度就截拳道嫡傳之爭。也由於李小龍對截拳道的定義未能在他死前作出圓滿的解釋，因此有許多和李小龍或其弟子無關係的武師甚至騙徒，也打著“正宗截拳道傳人”的名義開館授徒甚至編寫教材開設遙距課程、或僅是模仿李小龍電影中的動作並出來教授所謂截拳道，成為截拳道體系的一種亂象。
因此, 廣義來說，現在聲稱自己是修習截拳道的人，只能代表此修習者的武術修習取向，而不能說明此人之正統傳承關係。

## 重要傳人

### 李小龍的親傳弟子

#### 奧克蘭時期的弟子
- 嚴鏡海（詹姆斯·嚴·李，James Yimm Lee）：助教。
- 丹尼·伊諾山度（伊魯山度，Dan Inosanto）：是李小龍的武友也是其早期的弟子之一，“截拳道概念 Jeet Kune Do Concept”的主要提倡者。
- 木村武之（Taky Kimura）：李小龍在西雅圖時期“振藩國術館”的首位助教。
- 傑西·格魯夫（Jesse Glover）
- 喬·劉易斯（Joe Lewis）
- 艾倫·（Allen Joe）
- 喬治·李：李小龍的訓練器械制造師之一。
- 馮天伦（Leo Fong）：李小龍的首代弟子之一。

#### 洛杉磯時期的弟子
- 黃錦銘（Ted Wong）：入室弟子，生前常在世界舉辦有關截拳道的研討會與私人教學，“原本派截拳道”的主要提倡者。
- 李凱（Lee Kai）：現從事振藩截拳道的教學。
- 理查德·巴斯蒂罗（Richard Bustillo）：現指導加州IMB學院並在研討會教學。
- Larry Hartsell：李小龍在洛杉磯唐人街時期弟子，現在加州LAMA學院任教並在研討會教學。
- Herb Jackson：入室弟子，李小龍的訓練器械制造師之一。
- Bob Bremer：現從事小規模教學與研討會教學。
- Pete Jacobs：現從事小規模教學。
- Steve Golden：曾在太平洋西北地區從事小規模教學與研討會教學。
- Jerry Poteet（英语：Jerry Poteet）：生前曾擔任電影武打設計和從事私人教學。
- 蓮達·李·卡德威爾（Linda Lee Cadwell）：李小龍夫人。
- 李國豪：李小龍長子。
- 李香凝：李小龍女兒

### 其他傳人
- Ron Balicki（英语：Ron Balicki）
- Mark DellaGrotte（英语：Mark DellaGrotte）
- Gary Dill（英语：Gary Dill）
- Albert Grajales（英语：Albert Grajales）
- Jeff Imada（英语：Jeff Imada）
- Diana Lee Inosanto（英语：Diana Lee Inosanto）
- Erik Paulson（英语：Erik Paulson）
- Kyle Watson（英语：Kyle Watson）
- Teri Tom
- Mike Gittleson
- Yutaka Matsuka
- 陸地（Lewis Luk）
- 中村頼永（Yorinaga Nakamura）
- 岡田准一（Junichi Okada）
- 賈霸（Kareem Abdul-Jabbar）[來源請求]
- 高拔華（Patrick Ko）
- 方靜波（Ricky Fong）
- 渡邊一弘（Kazuhiro Watanabe）

## 相關条目
- 李小龙
- 詠春拳
- 中國武术
- 赤井秀一
- 世良真純

## 外部連結
- The Official Bruce Lee site （页面存档备份，存于）（李小龍網，英文）
- Jun Fan Jeet Kune Do - The Bruce Lee Foundation（李小龍核心基金會，英文）
- http://tedwongjkd.net/ （页面存档备份，存于） （黃錦銘截拳道，英文）
- http://inosanto.com/ （页面存档备份，存于） （伊魯山度武術學院，英文）
- http://www.jkd.com.tw/ （页面存档备份，存于） （台灣截拳道概念，中文）
- http://www.jkd.com.hk/Chi/ （页面存档备份，存于） （香港振藩截拳道總會，中、英文）
- http://www.jpjkd.com/ （页面存档备份，存于） （美國Jerry Poteet截拳道協會，英文）
- http://www.jkd.tw/ （页面存档备份，存于） （台灣截拳道總館，中文）
- http://www.jeetkunedo.tw/ （页面存档备份，存于） （截拳道高階研習部，中文）